# Cité de l'Union africaine
La Cité de l'Union Africaine, connue jusqu'en 2002 sous le nom de cité de l'O.U.A, est un complexe administratif situé à Kinshasa en République démocratique du Congo.

## Histoire
Mobutu Sese Seko, alors président de la RDC a décidé, en vue du 4e sommet de l'Organisation de l'Unité Africaine (O.U.A) qui s'est tenu à Kinshasa du 11 au 14 septembre 1967, de l'érection de ce complexe. Il est situé à proximité du site présidentiel de Mont-Ngaliema, la résidence officielle et le lieu de travail du maréchal Mobutu dans la capitale.
Il sert depuis comme cadre d'accueil des invités du chef de l'Etat congolais, des réunions du gouvernement du pays ainsi que de réunions et sommets internationaux organisés à Kinshasa.
Joseph Kabila y a prêté serment à deux reprises[réf. nécessaire]. Une première fois le 26 janvier 2001 lorsqu'il a succédé  à son père, Laurent-Désiré Kabila assassiné dix jours plus tôt et une deuxième fois le 30 juin 2003 lors de l'installation du second gouvernement de transition issu de l'accord global et inclusif signé à Pretoria le 16 décembre 2002. En 2006 et en 2011, il a prêté serment au Palais de la Nation.
Félix Tshisekedi y a élu domicile à la suite de son investiture au poste de président de la République démocratique du Congo le 25 janvier 2019.